# Blinkworthia
Blinkworthia é um género botânico pertencente à família Convolvulaceae.